# WAY OF GLORY
《WAY OF GLORY》是AAA的第11張原創專輯。於2017年2月22日發行。唱片公司為avex trax。

## 概要
- 與上一張原創專輯「AAA 10th ANNIVERSARY BEST」相距約1年零5個月。
- 收錄了第51張單曲《NEW》至第53張單曲《MAGIC》3首A面曲，以及B面曲《LEAP of FAITH》、《Yell》、《Jewel》和新曲等，共13首曲目。
- 新曲《S.O.L》是時尚雜誌《CanCam》2017年4月號電視廣告歌曲。
- 成員伊藤千晃最後參與演唱的專輯，亦為7人體制的最後一張專輯。
- 本作分「初回限定盤（Jacket A CD+DVD+Goods）」、「Jacket B CD+DVD」、「Jacket C CD盤」3種版本。
- 「初回限定盤」收錄了《NEW》、《沒有眼淚的世界》、《Jewel》、《MAGIC》、新曲《Cocoa》5首歌曲的PV和製作花絮（Making），以及亞洲巡迴演唱會「AAA ASIA TOUR 2016」的花絮（Making）。
- 在3月6日於公信榜專輯週排行榜取得第1位，繼《＃AAABEST》、《Eighth Wonder》、《GOLD SYMPHONY》和《AAA 10th ANNIVERSARY BEST》後第5張公信榜每周銷量排名第一的專輯。
- 此專輯於2月22日、23日於日本ORICON公信榜專輯日間排行榜取得第1位。
- 《WAY OF GLORY》首週的銷量達10.8萬張，成為AAA出道以來首週銷量最高的專輯，並繼《AAA 10th ANNIVERSARY BEST》後再度於公信榜取得專輯月榜冠軍。

## 收錄内容

### CD（初回限定盤・CD盤）
1. WAY OF GLORY
（作詞・作曲：木下智哉 / Rap詞：Mitsuhiro Hidaka / 編曲：大西克巳）
2. NEW
（作詞：溝口貴紀 / Rap詞：Mitsuhiro Hidaka / 作曲：佐藤あつし / 編曲：ats-）
51st單曲、飲品品牌雪碧「NEW すっきり爽快篇」電視廣告歌曲
3. S.O.L
（作詞：溝口貴紀 / Rap詞：Mitsuhiro Hidaka / 作曲：大西克巳 / 編曲：DJ Another）
時尚雜誌《CanCam》2017年4月號電視廣告歌曲
4. Jewel
（作詞：溝口貴紀 / 作曲：葛谷葉子 / 編曲：渡辺徹）
52nd單曲、手機遊戲《魔法氣泡》電視廣告歌曲、VIP「Geo World VIP」電視廣告歌曲
《沒有眼淚的世界》的B面曲
宇野實彩子和伊藤千晃主唱
5. OVER
（作詞：森月キャス / Rap詞：Mitsuhiro Hidaka /作曲：SiZK・Stephen McNair / 編曲：DJ Another）
浦田直也、日高光啓和末吉秀太主唱
6. Interlude
（作曲・編曲：ats-）
51st單曲、B面曲《LEAP of FAITH》的序曲
7. LEAP of FAITH
（作詞：AIJ / Rap詞：Mitsuhiro Hidaka / 作曲：Masanori Morita・Noboru Abe・Michael Yano / 編曲：ats-）
51st單曲
《NEW》的B面曲
8. Dangerous Gamble
（作詞：Mio Aoyama / 作曲：ArmySlick・Giz'Mo(from Jam9) / 編曲：ArmySlick）
西島隆弘和與真司郎主唱
9. MAGIC
（作詞：Mio Aoyama / Rap詞：Mitsuhiro Hidaka / 作曲：ArmySlick、Lauren Kaori）
53rd單曲、朝日電視台電視劇『奪い愛、冬』主題曲
10. 沒有眼淚的世界（涙のない世界）
（作詞：森月キャス / Rap詞：Mitsuhiro Hidaka / 作曲：日比野裕史 / 編曲：ats-、清水武仁、渡辺徹）
52nd單曲、日本電視台節目「スッキリ！！」 2016年10月主題曲、豪斯登堡「光之王國」電視廣告歌曲
11. Cocoa（ココア）
（作詞：沢口千恵 / 作曲：葛谷葉子 / 編曲：渡辺徹）
宇野實彩子和伊藤千晃主唱
12. Yell
（作詞：鳥海雄介 / Rap詞：Mitsuhiro Hidaka / 作曲：渡辺徹 / 編曲：ArmySlick）
52nd單曲、全日本空手道連盟公認應援歌曲、進研ゼミプラス「勝ちにいく夏篇」電視廣告歌曲
《沒有眼淚的世界》的B面曲
13. Calling
（作詞：小松レナ / Rap詞：Mitsuhiro Hidaka / 作曲：丸山真由子 / 編曲：清水武仁）

### DVD
1. NEW（Music Clip）
2. 沒有眼淚的世界（Music Clip）
3. Jewel（Music Clip）
4. MAGIC（Music Clip）
5. Cocoa（Music Clip）
6. NEW（Music Clip Making）
7. 沒有眼淚的世界（Music Clip Making）
8. MAGIC（Music Clip Making）
9. AAA ASIA TOUR 2016（Making Movie）